# Obala
Obala je mejni pas med vodnim telesom in kopnim ali črta, ki je meja med kopnim in morjem ali jezerom. Natančna črta, ki bi jo lahko imenovali obala, ne more biti določena zaradi obalnega paradoksa.
Za človeka so obale pomembne, ker so izhodišče za gospodarsko izkoriščanje vodnih teles. V zgodovini civilizacije je poselitev skoncentrirana ob obalnih območjih morij in oceanov, tu so še danes najgosteje poseljena velemestna območja, kar se v zadnjih desetletjih še povečuje.
Z ekološkega stališča je obala ekoton, ozko in dolgo območje, na katerem se kombinirajo vplivi vodnega in kopenskega ekosistema, zaradi česar jo poseljuje značilna združba organizmov.
Izraz obalno območje je območje, na katerem pride do stika med vodnimi in kopenskimi procesi.   Izraza obala in obalen se pogosto uporabljata za opis geografske lege ali regije; na primer novozelandska Zahodna obala (West Coast) ali Vzhodna in Zahodna obala ZDA. Koper je na primer mesto ob slovenski obali.
Pelagična obala je obala, obrnjena proti odprtemu morju, v nasprotju z bolj zaščiteno obalo v zalivu. Breg na drugi strani pa se lahko nanaša na dele kopnega, ki meji na veliko vodno telo, tudi ocean  ali jezero. Podobno se izraz struga potoka nanaša na vzdolžno kopno ali nabrežje ali vodno telo, manjše od jezera. "Sipina", plitvina, nasip se tudi uporabljajo v nekaterih delih sveta in se nanašajo na umetni greben zemlje, namenjen omejitvi vode.
Čeprav bi se mnogi znanstveniki strinjali o skupni opredelitvi pojma "obala", bi se glede razmejitve obsega razlikovali po pristojnosti, ki so v različnih državah različne zaradi politike, gospodarskih in socialnih razlogov. Po atlasu ZN 44 % ljudi živi v 150-kilometrskem pasu od morja. 

## Oblikovanje
Plimovanje pogosto določa območje, na katerem je odložen ali erodiran sediment. Območja z visokim plimovanjem omogočajo valovom, da sežejo dlje do obale kot območja z nižjim plimovanjem. Območje plimovanja vpliva na velikost in obliko obale. Samo plimovanje običajno ne povzroča erozije, lahko pa plimski val (tidal bore) spodkoplje rečne estuarije iz morja. 
Valovi spodkopljejo obalo, ko se lomijo na kopnem in sproščajo svojo energijo; večji val ima več energije, ki jo sprošča, in premika se več usedlin. Obrežja z daljšimi obalami imajo več prostora, da valovi razpršijo svojo energijo, medtem ko obala s klifi in kratko kopno dajeta malo prostora za razpršitev energije valov. Na takih območjih je energija lomljenja valov proti čerem višja, zrak in voda se vtisneta v razpoke v skali, zaradi česar lahko kamen poči in se zruši. Usedline, ki ostanejo po lomljenju klifov, valovi odlagajo in premikajo vzdolž obale. Klifne oblike ustvarja abrazija.
Usedline, ki jih odlagajo reke, prevladujoče vplivajo na količino usedline, ki je na obali.  Danes rečno nanašanje na obalo pogosto blokirajo jezovi in druge naprave, ki jih je zgradil človek, zadržujejo usedline iz toka in jih odlagajo v notranjosti.
Kot ocean, ki jih oblikuje, so obale dinamično okolje z nenehnimi spremembami. Naravni procesi na Zemlji, zlasti nivo morske gladine, valovi in različni vremenski pojavi povzročajo erozijo, dviganje in preoblikovanje obale, pa tudi poplave in ustvarjanje kontinentalne police in ugreznjene rečne doline (ria).

## Okoljski pomen
Obala in njena sosednja območja so pomemben del lokalnega ekosistema: mešanica sveže vode in slane vode (rahlo slana voda) v ustjih rek ponuja veliko hranilnih snovi za morsko življenje. Slana močvirja in obale podpirajo tudi pestrost rastlin, živali in žuželk, ki so ključnega pomena v prehranski verigi.
Visoka stopnja biotske raznovrstnosti ustvarja visoko raven biološke dejavnosti, ki vpliva na človekovo dejavnost že tisoče let.

## Vpliv človeka

### Človekova uporaba obale
Vedno več svetovnega prebivalstva živi v obalnih regijah.  Mnoga velika mesta so v zavetjih obale ali blizu njih in imajo pristanišča. Nekatera celinska mesta imajo status pristanišča zaradi gradnje kanalov.
Obala je meja, ki so jo narodi običajno branili pred vojaškimi vsiljivci, tihotapci in nezakonitimi priseljenci. Zgrajene obalne obrambe so že v davnini postavili v številnih državah, obalne države imajo običajno mornarico in neko obliko obalne straže.
Obale, še posebej tiste s plažami in toplo vodo, privabljajo turiste. V številnih otoških državah v Sredozemlju, južnem Tihem oceanu in na Karibih je turizem ključnega pomena za gospodarstvo. Obale ponujajo rekreativne dejavnosti, kot so plavanje, ribolov, deskanje, čolnarjenje in sončenje. Upravljanje je lahko izziv za obalne lokalne oblasti, ki se pogosto borijo za zagotavljanje infrastrukture, ki jo potrebujejo za nove prebivalce. 

### Grožnje
Obale se spoprijemajo tudi s številnimi vplivi na okolje, ki jih povzroča človek. Menijo, da človeški vpliv na podnebne spremembe prispeva k pospešenemu dvigu morske gladine, ki ogroža obalne habitate.
Onesnaževanje je iz različnih virov: smeti in industrijski odpadki; prevoz nafte v tankerjih, kar povečuje verjetnost razlitja nafte; razlitje nafte iz velikih in majhnih plovil, ki spuščajo vodo v ocean.
Ribolov se je zmanjšal zaradi onesnaženosti habitatov, prelova, uporabe vlečnih mrež, prilova in podnebnih sprememb. Ker je bila rast svetovnih ribiških podjetij po letu 1950 intenzivna, se je ribolov razširil z nekaj koncentriranih območij na skoraj vsa območja. Strganje po morskem dnu z vlečenjem mrež je pogubno za korale, spužve in druge dolgožive vrste, ki si le počasi opomorejo. To uničenje spremeni delovanje ekosistema in lahko trajno spremeni vrstno sestavo in biotsko pestrost. Prilov ali zajem nenačrtovanih vrst z ribolovom se običajno vrne v ocean in na koncu umre zaradi poškodb ali izpostavljenosti. Prilov je približno četrtina vsega morskega ulova. Ob zajemanju kozic je prilov petkrat večji od ujetih kozic.
Menijo, da bo taljenje arktičnega ledu povzročilo naraščanje morske gladine in poplave na obalnih območjih.

### Varstvo
Izredna rast prebivalstva v 21. stoletju je povzročila stres za ekosistem planeta. Na primer na Sveti Luciji sta spravilo mangrov za les in čiščenje za ribolov zmanjšali gozdove mangrov. Posledica je izguba habitatov in drstišč za morski živelj, ki je bil enkraten na tem območju. Ti gozdovi so tudi pomagali stabilizirati obalo. Prizadevanja za ohranjanje od leta 1980 so delno obnovila ekosistem.

## Delitev

### Po vodnem telesu
- morska
- jezerska
- rečna (breg)

### Po obliki
- strma (nastala kot posledica morske abrazije)
- položna (nastala kot posledica kipečih valov)

- razčlenjena (otoki in globoki zalivi)
- nerazčlenjena (sorazmerno ravna)

### Po smeri
- konkordantna
- diskordantna
- podolžna
- prečna

### Po tektoniki
- dvigajoča
- ugrezajoča/toneča

## Vrste obal
- grbinasta obala – morska obala na nekoč z ledenim pokrovom prekritem območju z zaobljenimi grbinami, ki jih je po umiku ledu prekrilo plitvo morje, zato njihovi zgornji deli kot številni majhni otoki štrlijo nad morsko gladino; značilna je za baltsko obrežje v srednji Švedski in na jugozahodu Finske;
- fjordska obala – obala, razčlenjena s fjordi;
- riaška obala – morska obala z riami; ria je ozek, globoko vrezan zaliv v ustju nekdanje rečne doline, ki ga je morska voda preplavila zaradi ugrezanja obale; značilen je za Galicijo na severozahodu Španije;
- vatska obala – nizka obala z vati; vat je prehodno območje med kopnim in morjem na nizki obali, ki je ob plimi prelito z vodo in se med oseko osuši, značilno za široke obalne ravnine ob Severnem morju;
- obala z vijakastimi ustji;
- bodenska obala – morska obala na pleistocenskih talnih morenah s plitvimi, nepravilno oblikovanimi zalivi, ki jih proti odprtemu morju zapirajo kose ali vrste otočkov, značilna za nemško obalo Baltskega morja;
- lagunska obala – obala, razčlenjena z lagunami.

## Obalni procesi
Različni geološki procesi, ki vplivajo na obalna območja, so:
| - obraba - oceanski tok - denudacija - nanašanje - erozija - poplava | - bočno drsenje - saltacija - sprememba nivoja morja - evstazija - izostazija | - sedimentacija - oskrba z obalnimi sedimenti - prenos sedimentov - raztapljanje - subaerialni procesi - suspenzija | - bibavica - vodni val - uklon vala - lom vala - zlom vala - val na plitvini - preperevanje |

## Prostoživeče živali in rastline

### Živali
Nekatere živali živijo vzdolž obale, kot so mormoni, morske želve in zlatočopasti pingvini. Morski polži in različne vrste vitičnjakov živijo na obali in čistijo mrhovino, odloženo ob morju. Večina obalnih živali na razvitih območjih, kot so delfini in galebi, jedo hrano, ki jo odvržejo ljudje. Ker so obalna območja vsa del obalnega pasu, se obilica morskega življenja kaže tik ob obali.
Ob obali živi veliko različnih vrst morskih ptic. Pelikani in kormorani se družijo s čigrami in školjkaricami za krmo, ribe in školjke na obali. Na obali živijo morski levi, morski medvedi in drugi sesalci.

### Rastline
Obalna območja so znana po halugah. Haluge so hitro rastoče alge, ki zrastejo do meter na dan. Korale in morske vetrnice so prave živali, vendar živijo podobno kot rastline. Mangrove, trave in slana močvirja so pomembne vrste obalne vegetacije v tropskih in zmernih okoljih.